# Tote board

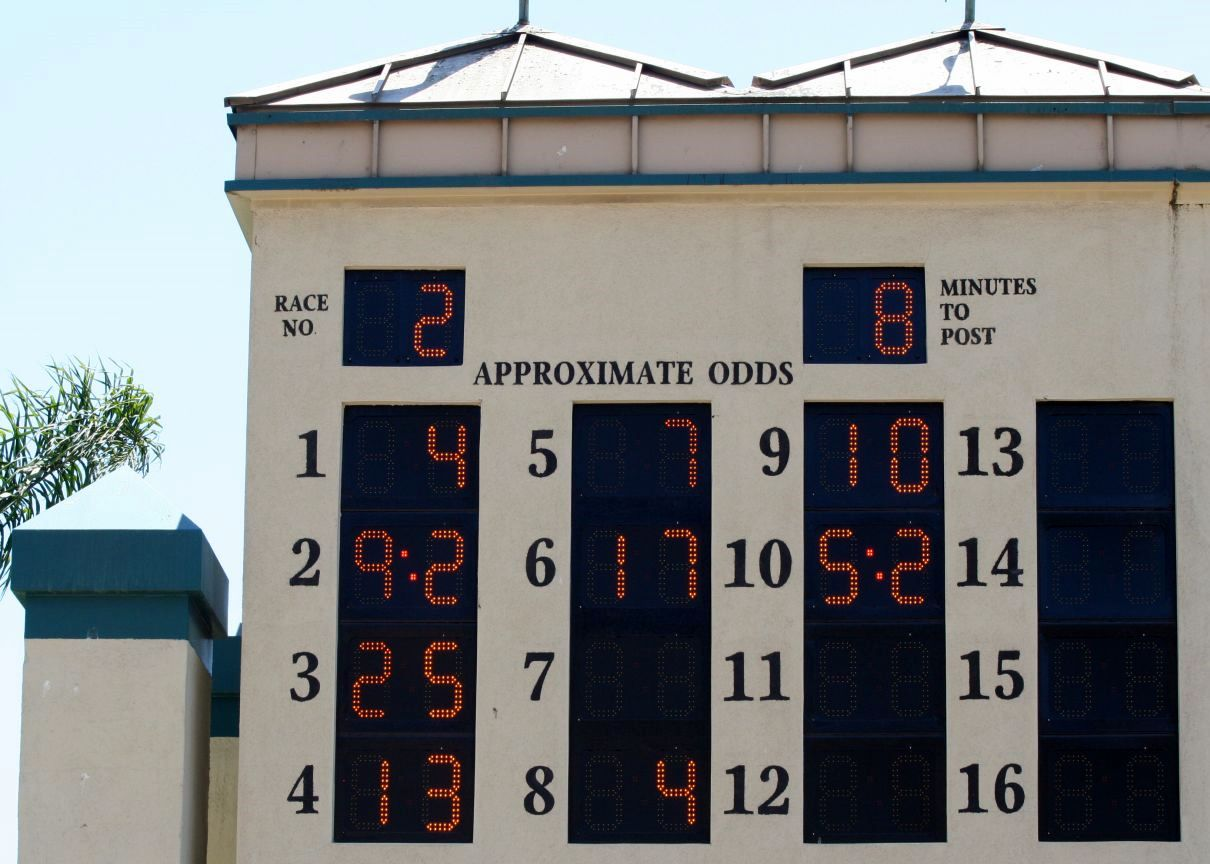
Un tote board à Hollywood Park en Californie.

Un tote board (ou totalisator / totalizator ) (qui peut être traduit totalisateur), est un affichage numérique ou alphanumérique utilisé pour transmettre des informations, généralement sur une piste de course (pour afficher les cotes ou les gains de chaque cheval) ou lors d'un téléthon (pour afficher le montant total des dons à l'organisation caritative qui parraine l'événement).
Le terme "tote board" vient de l'expression familière "totalizator" (ou "totalisateur"), nom du système automatisé qui gère le pari mutuel, calcule les cotes de gain, les affiche et produit des billets en fonction des paris reçus. Les systèmes de pari mutuel utilisaient des panneaux de totalisateurs depuis les années 1860 et ils étaient souvent installés dans des bâtiments importants. Cependant, les systèmes manuels entraînaient souvent des retards importants dans le calcul des gains des clients.
Le premier totalisateur entièrement mécanique a été inventé par George Julius. Julius était un ingénieur-conseil, basé à Sydney. Son père, Churchill Julius, un évêque anglican, avait fait campagne, dans les premières années du vingtième siècle, contre les iniquités des jeux d'argent utilisant des totalisateurs et leurs dommages à la société néo-zélandaise. Cette attitude a changé à la fin de l'année 1907, lorsqu'il a fait valoir que le totalisateur éliminait une grande partie de l'iniquité des jeux d'argent chez les bookmakers. L'évêque Churchill était lui-même un mécanicien amateur qui avait la réputation de réparer les horloges et les orgues des paroisses qu'il visitait.
Au départ, George Julius tentait de mettre au point une machine à calculer les votes pour le gouvernement australien, afin de réduire automatiquement les cas de fraude électorale et de créer un environnement politique sans tricherie. Il a ensuite présenté son invention unique, mais sa conception a été rejetée car elle était jugée excessive.
La première machine entièrement mécanique a été installée à l'hippodrome d'Ellerslie en Nouvelle-Zélande en 1913 (utilisée pour la première fois lors des courses du samedi saint le 22 mars 1913), et la seconde a été installée à l'hippodrome de Gloucester Park en Australie occidentale en 1917. George Julius a fondé Automatic Totalisators Limited (ATL) en 1917, qui a fourni le "Premier Totalisator : now including electrical components". Les premiers totalisateurs installés aux États-Unis l'ont été à Hialeah Park, en Floride, en 1932 (par ATL), et à l'hippodrome d'Arlington Park, à Chicago, en 1933 par American Totalisator. Le premier totalisateur entièrement électronique a été mis au point en 1966.
Les totalisateurs ont été remplacés par des ordinateurs à usage général qui utilisent des logiciels de paris spécialisés tels que Autotote. Dans de nombreux cas, au-delà des anciens systèmes, les tableaux d'affichage du téléthon ont été remplacés par des écrans LCD affichant les totaux, ou des tableaux d'affichage adaptés pour afficher les montants en dollars.

## Totalisateurs automatiques

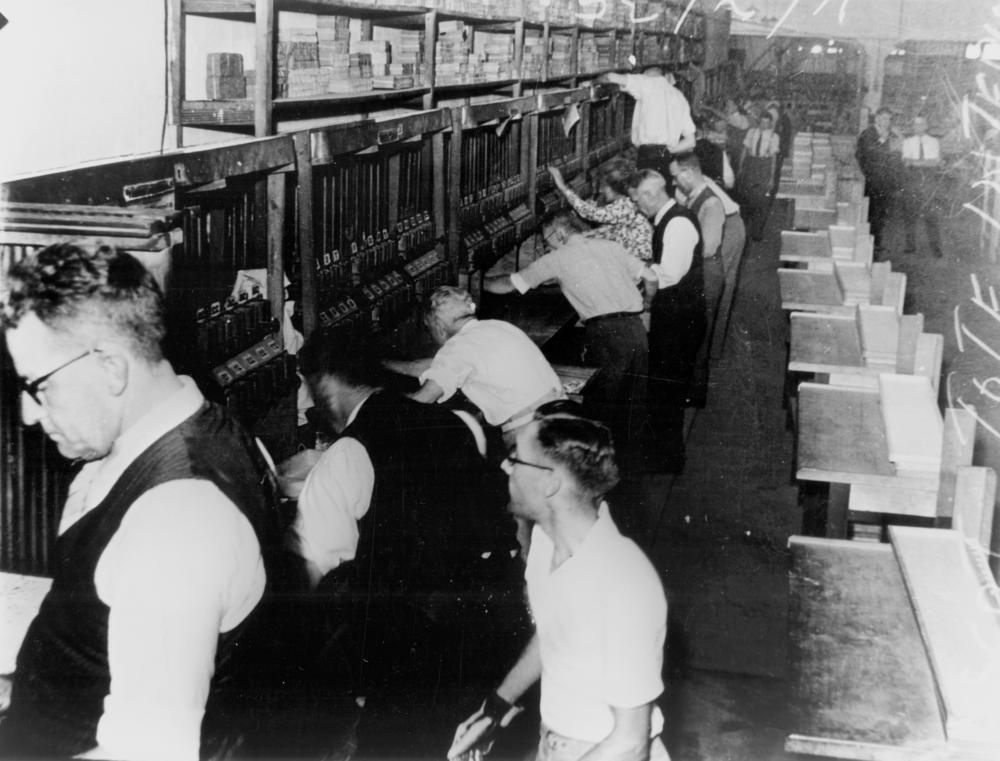
Derrière les fenêtres de paris à l'hippodrome d'Ascot, Australie, février 1939.

Un totalisateur automatique est un dispositif permettant d'additionner les mises dans un système de pari mutuel. La totalité du pot (les enjeux sur tous les concurrents) est divisée au prorata des enjeux placés sur le concurrent gagnant et ces billets sont payés. Il s'agit essentiellement de la mise en œuvre d'un système de pari sur le prix de départ (SP).
Le terme automatique fait référence à l'invention de George Julius, inventeur, ingénieur et homme d'affaires australien né en Angleterre et ayant fait ses études en Nouvelle-Zélande, bien qu'il y ait eu d'autres prétendants, notamment l'ingénieur Joseph G. Nash.
Le terme "automatique" fait référence au fait que les paris étaient automatiquement additionnés et qu'un ticket était émis lorsqu'un pari était enregistré sur les machines émettrices. Ce système constituait une méthode de pari sûre et pratiquement sans fraude, remplaçant les anciennes machines à sous qui utilisaient soit des transactions sur papier, soit une méthode de comptage des paris comme les roulements à billes en acier. La machine ne calculait pas réellement les gains.
La méthode a été largement utilisée dans le secteur des courses de chevaux en Australie, en Nouvelle-Zélande et aux États-Unis, ainsi que pour les courses de lévriers au Royaume-Uni, bien qu'il y ait eu d'autres installations dans des pays aussi divers que la France, le Venezuela et Singapour.